# Basement Comics
Basement Comics est une maison d'édition indépendante de bandes dessinées.
La maison d'édition appartient à Budd Root. Basement Comics est surtout connue pour l'édition du titre populaire Cavewoman (et les numéros spéciaux et annuels associés). Division de Amryl Entertainment, Basement Comics est basée à Mount Airy, Caroline du Nord, et a été fondée en 1993.
Outre Root, Frank Cho, Devon Massey, Tchad Spilker, James Robert Smith, Loston Wallace et Dave Columbo comptent parmi les créateurs publiés par Basement Comics.
Basement Comics commercialise également des tee-shirts et de modèles réduits Cavewoman.

## Titres publiés
- Série Cavewoman
  - Cavewoman (1993)
  - Cavewoman #2 (1994)
  - Cavewoman: Meets Explorers (1997)
  - Cavewoman: Missing Link (1997)
  - Jungle Tales of Cavewoman (1998)
  - Cavewoman: Pangean Sea Prelude (1999)
  - Cavewoman: Pangean Sea (2000)
  - Cavewoman One-Shot Special (2000)
  - Cavewoman: Intervention (2001)
  - Cavewoman: Meriem's Gallery (2001)
  - Klyde & Meriem (2001)
  - Cavewoman: Prehistoric Pinups (2001)
  - Cavewoman: Raptor (2002)
  - ROOT Budd, Cavewoman Jungle Tales #2 (avril 2003)
  - ROOT Budd, Cavewoman Jungle Tales Nude Cover #2 (avril 2003)
  - MASSEY Devon, Cavewoman: He Said, She Said (27 mai 2003)
  - MASSEY Devon, Cavewoman: Meriem's Gallery Book 3 (1er août 2003)
  - RENAUD Paul,DE DOMINICIS Rich, Cavewoman: The Movie (1er août 2003)
  - Cavewoman: Reloaded (2005)
  - RENAUD Paul, Jungle Jam #1 (août 2006)
  - RENAUD Paul, Jungle Jam #2 (fin de l'automne 2006)
  - Cavewoman: Reloaded #5
  - Cavewoman: Reloaded #5 Special edition
  - Cavewoman: Reloaded #6
  - Cavewoman: Reloaded #65 Special edition
  - Cavewoman: Pangean Sea #6
  - Cavewoman: Pangean Sea #7
  - Cavewoman: Pangean Sea #11
- Autres titres
  - Tigress (1998)
  - Basement/Amryl Jam Book (2002)
  - Savage Planet (2002)
  - MASSEY Devon, MASSEY Mitch, Both Barrels Pin-up book (mars 2003)
  - Budd's Beauties & Beasts (2005)
  - Island of the Tiki Goddess (2007)